# Адлерз, Эрик
Эрик Вильгельм Адлерз (швед. Erik Wilhelm Adlerz; 23 июля 1892, Стокгольм — 8 сентября 1975, Гётеборг) — шведский прыгун в воду, призёр летних Олимпийских игр. Участвовал на четырёх Летних Олимпийских играх: 1908, 1912, 1920 и 1924 годов.
В 1908 году Адлерз выбыл в первом раунде в дисциплине вышка (10 метров). Четыре года спустя он выиграл две золотые медали в дисциплинах вышка (10 метров) и простой прыжок. В 1920 году он выиграл серебряную медаль в дисциплине вышка (10 метров); в простом прыжке он занял четвёртое место после трех шведских товарищей. В 1924 году он занял четвёртое место в дисциплине вышка (10 метров) .
Он был старшим братом Марты Адлерз, которая также участвовала на летних Олимпийских игр 1912. В 1986 году Эрик был введен в Международный зал славы плавания .